# Нгуен Ван Чой
Нгуен Ван Чой (вьет. Nguyễn Văn Trỗi; 1 февраля 1940 — 15 октября 1964, Сайгон) — партизан Национального фронта освобождения Южного Вьетнама, после неудавшегося покушения на посла США в Южном Вьетнаме и министра обороны США был публично казнён в Сайгоне.

## Биография

### Детство и юность
Родился в провинции Куангнам, в бедной крестьянской семье.
С 14 лет работал учеником электрика, затем — электриком в Сайгоне.
В 1962 году стал членом Национального фронта освобождения Южного Вьетнама.
В апреле 1964 года состоялась свадьба Нгуен Ван Чоя и Фан Тхи Куен.

### Участие в покушении
2 мая 1964 года получил задание НФОЮВ: взорвать бомбу в Сайгоне на мосту Конгли, по которому должны были проезжать посол США в Южном Вьетнаме Генри Кэбот Лодж и посетивший страну с визитом министр обороны США Роберт Макнамара.
9 мая 1964 года Нгуен Ван Чой участвовал в покушении, но попытка покушения оказалась неудачной, и в 22 часа Нгуен Ван Чой был арестован.

### Предварительное заключение и следствие
Нгуен Ван Чой отбывал предварительное заключение под следствием в Сайгоне, в тюрьме Тихоа. В первый же день попытался бежать, выпрыгнув в окно, но упав на проходящий автомобиль, сломал ногу, и был пойман.
Жена Чоя — Фан Тхи Куен также была помещена в тюрьму, но после нескольких допросов отпущена на свободу.

### Суд и приговор
11 августа 1964 года суд приговорил Нгуен Ван Чоя к смертной казни через расстрел.

### Требования отмены казни
Коммунисты Венесуэлы провели кампанию за освобождение Нгуен Ван Чоя. Прокоммунистические партизанские отряды Венесуэлы захватили высокопоставленного полковника ВВС США Майкла Смолена и предложили обменять его на Нгуен Ван Чоя. Их условия: «Если во Вьетнаме расстреляют Нгуен Ван Чоя, то час спустя в Венесуэле будет расстрелян полковник Смолен».
Эти требования на некоторое время отсрочили казнь, но впоследствии полковник Майкл Смолен был освобождён, и смертный приговор Чою было решено привести в исполнение.

### Казнь
15 октября 1964 года в 9 ч. 45 мин. Нгуен Ван Чоя вывели во двор тюрьмы Тихоа. Расстрел Нгуен Ван Чоя в Сайгоне был первым случаем публичной казни активиста НФОЮВ во время Вьетнамской войны. Перед казнью Нгуен Ван Чой держался уверенно, это подтверждают фотокадры, опубликованные в западной прессе и обнаруженные позже кинокадры съемки казни. Он обратился со словами к собравшимся журналистам:

Вы — журналисты, и вы должны быть хорошо осведомлены о том, что происходит. Это американцы начали агрессию по отношению к нашей стране, это они убивают наш народ самолётами и бомбами… Я никогда не шёл против воли моего народа. Это против американцев я совершил свои действия.
Оригинальный текст (англ.)You are journalists and so you must be well informed about what is happening. It is the Americans who have committed aggression on our country, it is they who have been killing our people with planes and bombs.... I have never acted against the will of my people. It is against the Americans that I have taken action.
— NY Times
Нгуен Ван Чой был расстрелян в одиннадцать часов. По свидетельству прессы, его последними словами были «Да здравствует Хо Ши Мин!»

## Память

### Во Вьетнаме
- Именем Нгуен Ван Чоя названы улица в Хошимине, школа и премия.

### На Кубе
- На Кубе именем Нгуен Ван Чоя названы школы и стадион.

### В США
- Американская актриса Джейн Фонда назвала своего сына «Трой» в честь Нгуен Ван Чоя (Troy — английская транскрипция вьетнамского имени Чой (вьет. Trỗi))[4].

## Отражение в культуре

### В литературе
- «Жить, как Он»[5], — документальная повесть, автор — журналист Чан Динь Ван написал её со слов Фан Тхи Куен — жены Нгуен Ван Чоя. Повесть пользовалась громадным успехом в Северном Вьетнаме[источник не указан 1593 дня].

### В кино
- «Нгуен Ван Чой вечно жив» — документальный фильм (ДРВ).
- «Нгуен Ван Чой» (1966) — художественный фильм (ДРВ), по документальной повести «Жить, как Он»[источник не указан 1593 дня].

### Комментарии
1. ↑  По другим данным, в момент казни Чою было 17 или 19 лет[источник не указан 240 дней].

### Сноски
1. ↑  Bibliothèque nationale de France Văn Trỗi Nguyêñ // Autorités BnF (фр.): платформа открытых данных — 2011.
2. 1 2 3 4  Ильинский М. М. Сети шпионажа. Резиденты разведок об этом не знали. Три встречи с капитаном ГБ // Индокитай: Пепел четырех войн (1939-1979 гг.). — Вече, 2000. — ISBN 5-7838-0657-9.
3. ↑  «Saigon Executes Youth For Plot on McNamara» // NY Times, Reuters. — October 15, 1964.
4. ↑  The heart doesn’t grow Fonda . The Telegraph. Дата обращения: 18 декабря 2011. Архивировано 3 августа 2010 года.
5. ↑  Tác phẩm «Sống như anh» ra đời như thế nào? Pháp Luật thành phố Hồ Chí Minh. Дата обращения: 19 января 2014. Архивировано 1 февраля 2014 года.